# Эффект Варбурга (физиология растений)
Эффект Варбурга — снижение скорости фотосинтеза при повышении концентрации кислорода. Наблюдается у растений с С3-, но не С4-фотосинтезом. Открыт Отто Генрихом Варбургом в 1920 году у хлореллы. Впервые упомянут под этим названием в работе 1962 года.
Кислород конкурирует с диоксидом углерода за активный центр фермента рубиско, снижая фиксацию углерода и образуя побочные продукты. В результате этого происходит стимуляция фотодыхания, что и снижает общий выход фотосинтеза. Величина эффекта быстро изменяется вслед за изменением концентрации кислорода.